# Leiosella elegans
Leiosella elegans är en svampdjursart som beskrevs av Lendenfeld 1889. Leiosella elegans ingår i släktet Leiosella och familjen Spongiidae.
Artens utbredningsområde är havet kring Australien. Inga underarter finns listade i Catalogue of Life.